# Луда нощ
„Луда нощ“ (на английски: Date Night) е американска криминална романтична комедия от 2010 г. на режисьора Шон Леви, по сценарий на Джош Клаушнър, с участието на Стийв Карел, Тина Фей, Тараджи Хенсън, Комън и Марк Уолбърг. Премиерата се състои в Ню Йорк Сити на 6 април 2010 г. и е пуснат по кината в Съединените щати на 9 април 2010 г.